# Mearnsia
Mearnsia é um género de andorinhão da família Apodidae.
Este género contém as seguintes espécies:
- Mearnsia picina (Tweeddale, 1879)
- Mearnsia novaeguineae (Albertis e Salvadori, 1879)